# Персональное оружие самообороны
Персональное оружие самообороны (англ. personal defense weapon, PDW) — используемый в западных странах термин, обозначающий лёгкое и компактное оружие, предназначенное для вооружения военнослужащих так называемой «второй линии» (экипажей боевых машин, расчётов артиллерийских орудий и других), которым по роду службы не требуется «полноразмерное» оружие, но которым может понадобиться бо́льшая огневая мощь, чем могут обеспечить пистолеты.
В соответствии с используемым в России ГОСТ 28653-90 «Оружие стрелковое. Термины и определения» большинство представителей данного типа оружия следует относить к пистолетам-пулемётам или автоматическим пистолетам (в зависимости от наличия/отсутствия плечевого упора или дополнительной передней рукоятки). Также аналогичную нишу (оружия экипажей боевых машин и расчётов артиллерийских орудий) должен был занимать автомат M4.
Для этих целей традиционно использовались самозарядные или автоматические пистолеты, а также малогабаритные пистолеты-пулемёты, однако в связи с распространением средств индивидуальной защиты (каски и бронежилеты), потребовалось создать оружие с большей проникающей способностью, не накладывающее однако на солдат дополнительных ограничений и не стесняющее движение в тесном кузове боевой машины.
Для решения подобной задачи прежде всего потребовалось создать совершенно новый боеприпас, объединяющий небольшую массу и отдачу пистолетного патрона с выгодной баллистикой и проникающей способностью промежуточного. В качестве примера таких патронов можно привести немецкий 4,6×30 мм и бельгийский 5,7×28 мм, на основе которых были разработаны одни из самых известных образцов PDW — HK MP7 и FN P90, способные поражать противников в кевларовых бронежилетах на дальности до 200 м. Таким образом, современное PDW зачастую превосходит обычный пистолет-пулемёт по бронепробиваемости и эффективной дальности стрельбы при аналогичных (или даже меньших) массо-габаритных показателях.
Таким образом, оружие класса PDW обладает достаточной бронебойностью, скорострельностью и эргономикой, однако зачастую проигрывающее в мощности выстрела другим классам оружия из-за малого веса пули.
Стоит однако отметить, что данная концепция не является абсолютно новой: ещё во время Второй мировой войны американцы перевооружали военнослужащих второй линии с самозарядных пистолетов на карабины M1 Carbine, хотя и несколько по другой причине: средства индивидуальной защиты в то время были неразвиты, однако данный карабин значительно повышал эффективность солдата в бою, а также, что не менее важно, требовал гораздо меньших временных (а значит и финансовых) затрат на обучение стрельбе, чем пистолет.
Несмотря на изначальную ориентированность, на практике созданное по данной концепции оружие пользуется наибольшей популярностью у различных специальных подразделений благодаря своим небольшим габаритам и массе, не мешающим в условиях боя в тесном помещении, высокой скорострельности и ёмким магазинам, позволяющим создать высокую плотность огня, а также проникающей способности пуль, не оставляющей шанса противникам в лёгких кевларовых бронежилетах.
В СССР в 1970-х годах были сделаны шаги в близком направлении (опытно-конструкторская работа «Модерн»), однако в отличие от Запада советские оружейники сконцентрировались на создании малогабаритного автомата под стандартный промежуточный патрон. Это, в сочетании с широкой унификацией победившего в конкурсе образца — АКС-74У — с уже имевшимся на вооружении автоматом Калашникова, привело к тому, что данную попытку создания эффективного оружия самообороны для военнослужащих технических родов войск и вспомогательных подразделений нельзя признать на 100 % удавшейся: АКС74У оказался для этой роли излишне тяжёл и габаритен, а эффективность ведения автоматического огня из него была сравнительно невелика из-за сильного рассеивания пуль. Аналогичные проблемы были характерны и для разработанного в Германии примерно тогда же и по аналогичной идеологии малогабаритного автомата HK-53 (на базе автомата / «штурмовой винтовки» HK33), что указывает на принципиальные недостатки такой концепции. Тем не менее, нельзя ставить знак равенства между малогабаритным автоматом и PDW — первые, обычно, несколько мощнее и точнее, если речь идёт об одиночном выстреле.
Тем не менее, позднее, уже в России, был разработан ещё один малогабаритный автомат — 9A-91, теперь уже — рассчитанный на применение несколько ослабленных по сравнению с автоматными патронов типа СП5 — СП6 (9×39 мм, дульная энергия порядка 700 Дж), что делает его интересным образцом, в достаточно большой степени приближенным к концепции PDW. При этом из-за использования специальных боеприпасов он потерял одно из главных преимуществ малогабаритного автомата — унификацию по патрону с основным образцом армейского стрелкового оружия.
На дистанции в 100 м 9А-91 обеспечивает пробитие 8-мм стального листа или бронежилета вплоть до 3-го класса защиты. При этом тяжёлая пуля намного дольше сохраняет высокую кинетическую энергию, что делает 9А-91 значительно более эффективным оружием, чем традиционные ПП под патрон 9 мм Para, такие как MP5K-PDW (при близкой дульной энергии, на дистанции 100 м разница в энергии пули патрона 9 мм Para и патрона 9×39 мм уже составляет 52 % в пользу последнего).
Среди российского оружия для аналогичных целей предназначены также пистолеты-пулемёты: ПП-2000, использующего специальные бронебойные варианты патронов 9×19 мм Парабеллум — 7Н31 и 7Н21, АЕК-919К «Каштан» (предназначен для вооружения экипажей боевых машин и лётчиков, однако использует обычный пистолетный патрон 9×18 мм ПМ, значительно уступающий вышеупомянутым боеприпасам по бронепробиваемости) и СР-2 «Вереск» (не позиционируется как оружие самообороны, однако обладает небольшими габаритами и использует бронебойные патроны 9×21 мм).

## Современное персональное оружие самообороны
- FN P90 (5,7×28 мм)
- HK MP7 (4,6×30 мм)
- АКС-74У (5,45 × 39 мм)
- ПП-2000 (9×19 мм) — ПОС с бронебойной пулей 7Н31.
- Colt MARS (5,56×30 мм MARS)
- Knight’s Armament Company PDW (6×35 мм KAC)
- Magpul PDR (5,56×45 мм) — производство отменено на стадии прототипа.
- Тип 05 / QCW-05 (5,8×21 мм)
- Saab Bofors Dynamics CBJ-MS (6,5×25 CBJ-MS)
- ST Kinetics CPW (4,6×30 мм, 5,7×28 мм, 9×19 мм)
- VBR-Belgium PDW (7,92×24 мм)
- INSAS MSMC (5,56×30 мм MINSAS)
- Chang Feng (5,8×21 мм DAP92-9)
- СР-2 «Вереск» (9×21 мм)
- ПП-90М1 (9×19 мм) — ПОС с бронебойной пулей 7Н31.
- Chauchat-Ribeyrolles 1918 (8×50 мм R Лебель) — первый в мире образец ПОС.

## Пистолеты под патрон ПОС
- FN Five-seveN (5,7×28 мм) — комплект к FN P90.
- ГШ-18 (9×19 мм) — комплект к ПП-2000 (ПОС с бронебойной пулей 7Н31).
- HK UCP (4,6×30 мм) — производство отменено на стадии прототипа.
- QSZ-92 (5,8×21 мм DAP92-9)
- VBR-Belgium CQBW (4,6×30 мм, 5,7×28 мм, 7,92×24 мм)
- MP-443 «Грач» (9×19 мм) — ПОС с бронебойной пулей 7Н31.
- СР-1 «Гюрза» (9×21 мм) — комплект к СР-2 «Вереск».
- Маузер К96 (7,63×25 мм) — первый в мире образец ПОС пистолет.